# Акопян Арам Хачатурович
Арам Акопян (вірм. Արամ Խաչատուրի Հակոբյան, нар. 15 серпня 1979, Єреван) — вірменський футболіст, нападник клубу «Алашкерт». Старший брат Ари Акопяна, який також був футболістом та гравцем національної збірної Вірменії.

## Клубна кар'єра
У дорослому футболі дебютував 1996 року виступами за ЦСКА (Єреван), в якому провів два сезон, взявши участь лише у 3 матчах чемпіонату.
Своєю грою за цю команду привернув увагу представників тренерського «Пюніка», до складу якого приєднався 1997 року. Відіграв за єреванську команду наступний сезон своєї ігрової кар'єри, виходячи на поле у 15 матчах чемпіонату.
З 1999 року грав у складі «Цемента» (Арарат), з яким наступного року виграв чемпіонат Вірменії. Більшість часу, проведеного у складі команди, був основним гравцем команди і одним з головних бомбардирів команди, маючи середню результативність на рівні 0,56 голу за гру першості.
2002 року перейшов в український клуб «Сталь» (Алчевськ), але зігравши лише 5 матчів повернувся назад в «Бананц».
З початку 2004 року і до кінця сезону знову захищав кольори алчевської «Сталі», після чого перейшов у «Сталь» дніпродзержинську, де виступав до кінця року.
З початку 2005 року знову, цього разу два сезони захищав кольори «Бананца», з яким 2006 року виграв чемпіонат Вірменії і став найкращим бомбардиром чемпіонату. Граючи у складі «Бананца» також здебільшого виходив на поле в основному складі команди і був серед найкращих голеодорів, відзначаючись забитим голом в середньому щонайменше у кожній третій грі чемпіонату.
В кінці 2006 року перейшов в «Іллічівець», де виступав зо завершення сезону.
Протягом 2007—2010 років захищав кольори клубів «Бананца» (з короткою перервою на виступи в російській «Волзі» (Ульяновськ)), «Уліссес» та «Імпульс», після чого завершив ігрову кар'єру.
Проте на початку 2012 року футболіст повернувся у професійний футбол, підписавши контракт з клубом «Алашкерт».

## Виступи за збірну
2000 року дебютував в офіційних матчах у складі національної збірної Вірменії. Протягом кар'єри у національній команді, яка тривала 8 років, провів у формі головної команди країни лише 17 матчів, забивши 1 гол.

## Титули і досягнення
- Володар кубка Вірменії: 1999
- Чемпіон Вірменії: 2000
- Найкращий бомбардир чемпіонату Вірменії: 2006 (25 голів)
- Футболіст року у Вірменії: 2005